# Coeliccia scutellum
Coeliccia scutellum är en trollsländeart. Coeliccia scutellum ingår i släktet Coeliccia och familjen flodflicksländor. IUCN kategoriserar arten globalt som livskraftig.

## Underarter
Arten delas in i följande underarter:
- C. s. hainanensis
- C. s. scutellum